# IC 163
IC 163 est une galaxie spirale barrée de type magellanique située dans la constellation du Bélier. Sa vitesse par rapport au fond diffus cosmologique est de (2467 ± 20) km/s, ce qui correspond à une distance de Hubble de 36,4 ± 2,6 Mpc (∼119 millions d'al). IC 163 a été découverte par l'astronome américain Truman Safford en 1866.
La classe de luminosité de IC 163 est IV-V et elle présente une large raie HI.
À ce jour, une quinzaine de mesures non basées sur le décalage vers le rouge (redshift) donnent une distance de 27,387 ± 4,370 Mpc (∼89,3 millions d'al), ce qui est à l'extérieur des valeurs de la distance de Hubble.

## Groupe de NGC 691

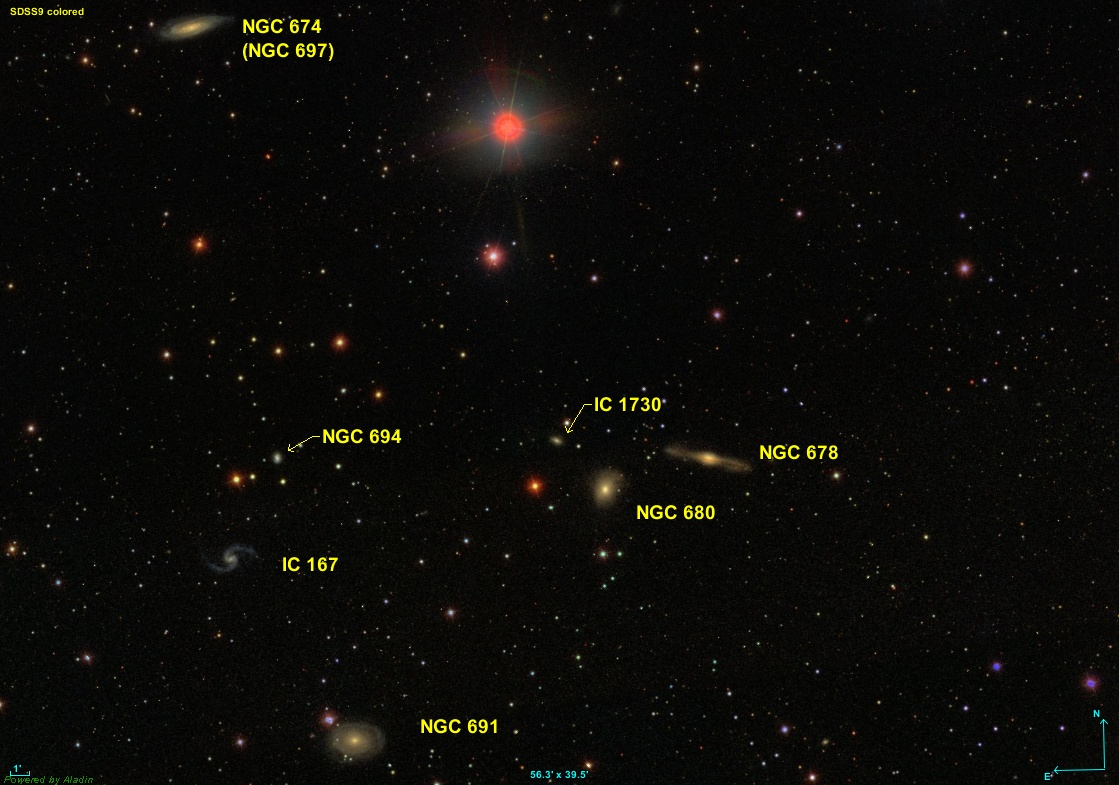
Le groupe de NGC 691 par SDSS.

IC 163 fait partie du  groupe de NGC 691 qui comprend au moins 10 galaxies et peut-être une onzième. Sept galaxies de ce groupe inscrites dans l'article d'Abraham Mahtessian paru en 1998 sont IC 163, NGC 678, NGC 680, NGC 691, NGC 694, IC 167 et NGC 697 (=NGC 674). À ces sept galaxies, s'ajoutent 3 autres petites galaxies inscrites dans la l'article d'A.M. Garcia paru en 1993 : UGC 1287, UGC 1294 et UGC 1490. La galaxie IC 1730 pourrait s'ajouter à ce groupe, car elle est dans la même région du ciel et à une distance comparable. La galaxie la plus brillante du groupe est NGC 691 et la plus grosse est NGC 678.